# 圣韦朗 (上阿尔卑斯省)
圣韦朗（法語：Saint-Véran，法語發音：[sɛ̃ veʁɑ̃]）是法国上阿尔卑斯省的一个市镇，位于该省东部，和上普罗旺斯阿尔卑斯省及意大利接壤，属于布里扬松区。

## 地理
圣韦朗（44°42'0"N, 6°52'6"E）面积44.75 平方千米，位于法国普罗旺斯-阿尔卑斯-蓝色海岸大区上阿尔卑斯省，该省份为法国东南部内陆省份，北起萨瓦省，西北接伊泽尔省，西南接德龙省，南至上普罗旺斯阿尔卑斯省，东北部与意大利接壤。
与圣韦朗接壤的市镇（或旧市镇、城区）包括：于拜河畔圣保罗、塞亚克、凯拉地区莫利讷、蓬泰基亚纳莱。

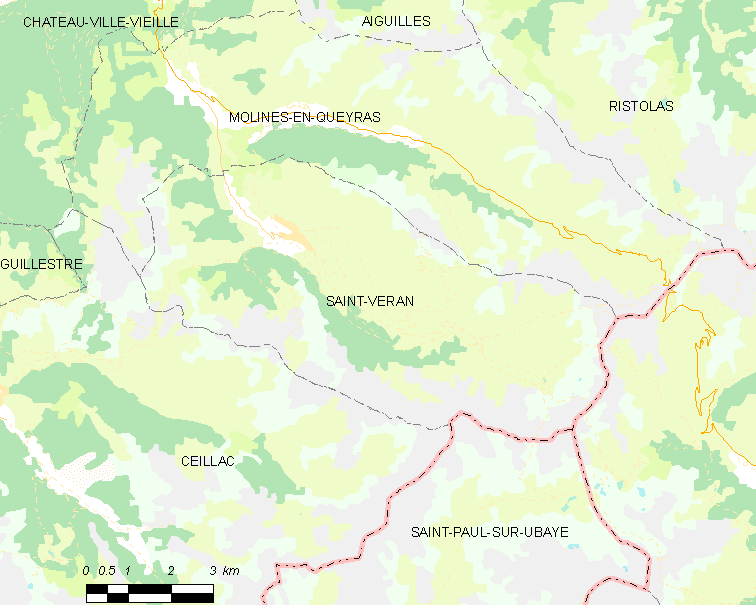
的OSM定位图

圣韦朗的时区为UTC+01:00、UTC+02:00（夏令时）。

## 行政
圣韦朗的邮政编码为05350，INSEE市镇编码为05157。

## 政治
圣韦朗所属的省级选区为吉耶斯特尔县。

## 人口

1962-2008年间人口变化图示

圣韦朗于2022年1月1日时的人口数量为165人。